# Франческо Гонзага (1444 – 1483)
Вижте пояснителната страница за други личности с името Франческо Гонзага.
Франческо Гонзага (на италиански: Francesco Gonzaga; * ок. 1444, Мантуа, Маркграфство Мантуа; † 21 октомври 1483, Болоня) от родa Гонзага, е от 1464 г. кардинал на Католическата църква и от 1466 г. епископ по времето на папите Пий II, Павел II и Сикст IV.

## Произход
Той е вторият син на Лудовико III Гонзага (1412 – 1478), маркграф на Мантуа, и на съпругата му Барбара фон Бранденбург (1423 – 1481), племенница на император Сигизмунд Люксембургски. По бащина линия е внук на Джанфранческо I Гонзага, 5-ти капитан на народа на Мантуа, господар на Мантуа и първи маркграф на Мантуа, и на Паола Малатеста, а по майчина – на маркграф Йохан фон Бранденбур-Кулмбахг и на принцеса Барбара фон Саксония-Витенберг. Има четири братя и шест сестри: 
- Федерико I (* 1441; † 1484), 3-ти маркграф на Мантуа, съпруг на Маргарита Баварска;
- Паола Бианкa (* 1445, † 1447)
- Джанфранческo (* 1446; † 1496), граф на Сабионета и на Родиго, съпруг на Антония дел Балцо;
- Сузанa (* 1447, † 1481), монахиня кларисинка в манастира „Санта Паола“ в Мантуа
- Доротея (* 1449; † 1468), годеница на Галеацо Мария Сфорца, херцог на Милано
- Чечилия (* 1451, † 1474), монахиня в манастира „Санта Киара“ в Мантуа
- Родолфо (* 1452; † 1495), господар на Кастильоне и на Солферино, съпруг на Антония Малатеста и на Катерина Пико дела Мирандола;
- Барбара (* 1455; † 1503), херцогиня на Вюртемберг като съпруга на Еберхард I ;
- Лудовико (* 1460; † 1511), епископ на Мантуа, маркграф на Кастел Гофредо, Кастильоне и Солферино;
- Паола Гонзага (* октомври 1463, Мантуа; † 1497, Гориция), графиня на Гориция като съпруга на Леонард фон Гьорц.

Има и две полусестри от извънбрачна връзка на баща си.

## Биография
Получава първоначалното си образование в „Ка' Джокоза“ в Мантуа при Якопо да Сан Касиано, Онибене да Лониго и Бартоломео Платина.
След като завършва обучението си в Падуа, постъпва в университета в Пиза. След като се дипломира, през февруари 1454 г. е назначен от папа Николай V за апостолически протонотарий, а по-късно и за прокуратор на Църквата за Мантуа. 
Въпреки че е избрал църковна кариера, води предимно светски живот. През 1477 г., когато е кардинал от 11 години, има син от Барбара на име Франческо, по прякор „ il Cardinalino“ (Кардиналчето).
По молба на братовчед си Албрехрт III, курфюрст на Бранденбург, Франческо е издигнат на 18 декември 1461, г. на 17-годишна възраст, в ранг на кардинал от папа Пий II, след като папата прекарва 8 месеца в Мантуа за събора в този град. Срещата между баща му Лудовико III, маркиз на Мантуа, и Франческо, новият кардинал, дошъл в родния си град за посвещението си за кардинал, е изографисана в Камера дели Спози („Стаята на младоженците“) от Андреа Мантеня. Франческо е първият от десетте членове на династията Гонзага, на когото е дадена червената кардиналска шапка, и е назначен в „Санта Мария Нуова“ – църква близо до Виа Сакра в Рим.
Назначен за 39-и принц-епископ на Бресаноне на 12 август 1464 г., той участва в конклава, който същата година избира папа Павел II. Той приветства папата на разкошен банкет на 16 септември в чест на избирането му.
На 18 юли 1466 г. епископът на Мантуа Галеацо Кавриани умира и Франческо е назначен за негов наследник на 20 август. Титлата на Франческо е „апостолически администратор“ на епархията на Мантуа. Той я запазва до смъртта си, но никога не е повишен в ранг на епископ. Той е наследен от петима последователни членове на семейството му. Първите двама са апостолически администратори, но третият, кардинал Ерколе Гонзага, негов правнук, е първият, който става епископ.
Франческо участва в тайните консистории на 7 януари 1467 г. и 30 юни 1470 г. По време на консисторията, отслужена в базиликата „ Сан Марко“ на 18 февруари 1471 г., папа Павел II го назначава за папски легат a latere (на лат. „от страна на [папата]“) в Болоня и едновременно с това е назначен за апостолически комисар за отеческите държави, с правомощията да убеждава техните епархии в полза на кръстоносен поход срещу турците, който обаче не е осъществен по онова време. По време на престоя си в Рим, където по онова време се е установил, Франческо, заедно с кардинал Марко Барбо, посреща новия херцог на Ферара Борсо д’Есте. Той напуска Рим за Болоня на 5 юли 1471 г. и пристига в Емилия на 21 юли. След това се завръща в Рим на 4 август същата година, за да участва в конклава от 1471 г., който избира Франческо дела Ровере за папа Сикст IV. За легацията си в Болоня Франческо е потвърден от новия папа и получава in commendam и абатството „Сан Грегорио“ в Мантуа, но се отказва от него на 18 март 1472 г. в полза на това на Сан Томазо Маджоре във Верона. На 2 май 1472 г., по време на престоя си в Болоня, той приема в двореца си кардинал  Висарион Никейски, който пътува към Франция, за да преговаря за мир между краля на Франция Луи XI и херцога на Бургундия Шарл Дръзки.
През пролетта на 1472 г. Франческо е назначен за апостолически администратор на митрополитската епархия на Лунд в Швеция, когато Туве Нилсен Юул, архиепископ на Лунд, умира на 7 април. За известно време изглежда, че Франческо е на път да бъде повишен в чин „архиепископ“, но Йенс Броструп, който вече е избран от катедралния капитул на Лунд, успява да го откупи. Въпреки това Франческо запазва поста си до 1474 г. Но той отделя време, за да организира банкет в Болоня за френските посланици, изпратени от крал Луи XI при папа Сикст IV. През 1472 г. той получава commendam на манастира „Сант'Андреа“ в Мантуа, преди да се завърне в Рим на 24 ноември 1473 г. През април 1474 г. му е поверена отговорността да посрещне в Рим, с подобаващи почести, краля на Дания и Норвегия Кристиан I в папския двор. Като награда за отличните му заслуги кардиналът на Мантуа получава през 1475 г. от папата commendam за дяконство в „Сант'Агата дей Готи“, църква на Виа Мацарино в Рим.
Франческо бяга от Рим на 10 юни 1476 г. поради избухването на чумата в папския двор. Месец по-късно, на 18 юли, епископът на Болоня Филипо Каландрини умира. На 26 юли той е заменен от кардинала на Мантуа като апостолически администратор, но през март 1477 г. той все още е в Рим. Той отива в Болоня за действителното владение едва на 18 юли 1478 г., две години по-късно. На 20 март 1479 г. в Болоня избухват антипапски бунтове, но Франческо успява да възстанови реда. Той обаче никога не е назначен за епископ на Болоня; тази титла след смъртта му отива при кардинал Джулиано дела Ровере, бъдещ папа Юлий II.
Франческо вече е подал оставка от поста си на абат на манастира „Сан Диониджи“ (Свети Дионисий) в Милано на 18 януари 1478 г., седем месеца преди да замине за Болоня, а също така е подал оставка и от commendam на манастира „Санта Мария ала Джиронда“ в Кремона на 18 юни 1479 г. Той е даден на брат му Лудовико. На 28 декември 1480 г. кардиналът се завръща в Рим от мисията си и е преназначен за папски легат a latere в Болоня на 15 декември 1482 г. Но преди да успее да се върне в Болоня, той решава да отиде във Ферара, за да насърчи жителите ѝ да се борят срещу Венецианската република, спечелвайки си репутацията на велик оратор. Въпреки че е принц на Църквата, той е много щедър към бедните и дълбоко посветен на Пресвета Дева Мария.
От 1479 до 1480 г. е домакин на Анджело Полициано в двора си в Мантуа, където поетът учен пише „Фабулата на Орфей“ (на итал. Fabula di Orfeo). Подобно на други членове на семейството Франческо колекционира антики, включително части от съкровищата, принадлежащи на папа Павел II, самият той колекционер на скъпоценни камъни.
Освен че рисува Франческо в Camera deli Sposi, Андреа Мантеня рисува и „Портрет на Франческо Гонзага“ – един от първите портрети, които той някога е правил в двора на Мантуа, след като се е премества там през 1460 г. Тази картина сега се намира в Национален музей „Каподимонте“ в Неапол, Италия.
Той умира от интоксикация на 21 октомври 1483 г. в Палацо дела Синьория в Болоня на 39 г. В оригиналния документ, удостоверяващ смъртта му, е посочено, че причината за смъртта е от разстройство, защото, пиейки водата от Порета, той не е спазвал необходимите мерки. Серните води на Порета Терме имат важен лечебен ефект при кожни проблеми, от които вероятно е страдал кардиналът, но е трябво да се приемат с повишено внимание заради минералите, съдържащи се в тях. Тялото му е пренесено в Мантуа и е погребано в семейния мавзолей в църквата „Сан Франческо“. Надгробната реч е произнесена от Джовани Лучидо Катанео, архидякон и посланик на Мантуа.